# Lendu
Die Lendu sind eine ethnische Einheit westlich des Nyoro-Sees im Nordosten der Demokratischen Republik Kongo.
Die sesshaften Ackerbauern kämpfen seit einigen Jahren gegen nomadisierende Viehhirten der Volksgruppe der Hema. Nach Medienangaben sind im Gebiet Ituri im Nordosten des Landes, im Grenzgebiet zu Ruanda und Uganda, tausende Menschen auf der Flucht. 
Grund für die Kämpfe zwischen den beiden Volksgruppen sind Streitigkeiten um den Landbesitz vor allem in Bezug auf neue Ressourcenfunde in der Republik Kongo. Dabei spielen die Gold- und die Ölfunde in den letzten Jahren die entscheidende Rolle.
Freischärler, also eine paramilitärische Formation aus Freiwilligen der Lendu-Ethnie, kämpfen zusammen mit der Partei Front der Nationalisten und Integrationisten (FNI) und der Volksarmee für die Demokratie im Kongo (FPDC) sowie Rebellen des RCD-ML-K gegen die traditionell verfeindete Volksgruppe der Hema. Die Demokratische Republik Kongo und Uganda haben am 17. Februar mit Friedensverhandlungen begonnen, die neben dem Rückzug der ugandischen Truppen, eine Einsetzung der IPC, einer Befriedungskommission beinhaltet. Die Truppen der Lendu sind Nichtkombattanten und unterliegen deswegen nicht dem Humanitären Völkerrecht.
Die Kämpfe in der Region beinhalten auch ein humanitäres Problem, da immer wieder Kindersoldaten von den Paramilitärs zwangsrekrutiert werden. 
Unter diesem Hintergrund entsandte die UNO ein Team 1999 zur Beobachtung in das Land. Die UN-Mission MONUC ist nun seitdem in die Krisenregion stationiert. Da dieses Beobachtungsteam die Kämpfe nicht schlichten konnte, wurde vom UN-Sicherheitsrat entschieden, dass eine internationale Friedenstruppe (unter Führung des französischen Militärs) entsandt wird.